# Gheorghe Popovici (delegat)
Gheorghe Popovici (n. secolul al XIX-lea – d. secolul al XX-lea, Chișineu-Criș, județul Arad) a fost un deputat în Marea Adunare Națională de la Alba Iulia, organismul legislativ reprezentativ al „tuturor românilor din Transilvania, Banat și Țara Ungurească”, cel care a adoptat hotărârea privind Unirea Transilvaniei cu România, la 1 decembrie 1918 :p. 92.

## Biografie
A urmat cursurile Facultății de Drept, devenind avocat în Chișineu-Criș până în 1920. A fost membru al Asociației Naționale Arădene pentru Cultura Poporului Român, dar și al Societății Caritatea pentru ajutorarea învățăceilor români din Arad:p. 92.

## Activitatea politică
Ca deputat în Adunarea Națională din 1 decembrie 1918 a fost delegat al Cercului electoral Chișineu-Criș din județul Arad :p. 92.